# Ignatz Metz
Christoph Igna(t)z Felix Theophilus Metz (* 10. Oktober 1829 in Darmstadt; † 19. April 1909 ebenda) war ein hessischer Jurist, Politiker (NLP) und Abgeordneter der 2. Kammer der Landstände des Großherzogtums Hessen.
Ignatz Metz war der Sohn des praktischen Arztes Dr. Karl August Metz und dessen Ehefrau Anna Barbara, geborene Bauer. Metz, der katholischen Glaubens war, blieb unverheiratet.
Sein Bruder August (1818–1874) war Vorsitzender der Nationalliberalen Partei (NLP) Hessens.
Metz studierte ab 1847 Rechtswissenschaften an der Universität Gießen und wurde 1862 Hofgerichtsadvokat am Hofgericht Darmstadt. 1880 wurde er als Rechtsanwalt am Landgericht und Oberlandesgericht Darmstadt zugelassen. 1898 wurde er zum geheimen Justizrat ernannt. Die Anwaltszulassung gab er 1905 zurück.
Von 1878 bis 1896 gehörte er der Zweiten Kammer der Landstände an. Er wurde für den Wahlbezirk Starkenburg 9/Lampertheim gewählt.